# Stevimir Ercegovac
Stevimir Ercegovac, född 20 januari 1974, är en friidrottare från Kroatien. Han deltog vid olympiska sommarspelen 2000.